# 2-е Шем'якине
2-е Шем'якине (рос. 2-е Шемякино) — присілок в Курському районі Курської області Російської Федерації.
Населення становить 140 осіб. Входить до складу муніципального утворення Нижньомедведицька сільрада.

## Історія
Населений пункт розташований на території українського етнічного та культурного краю Східна Слобожанщина.
Від 2004 року входить до складу муніципального утворення Нижньомедведицька сільрада.

## Населення
| 2002 | 2010 |
| ---- | ---- |
| 174  | ↘140 |